# Dan Pița
Dan Pița (n. 11 octombrie 1938, Dorohoi, România) este un regizor și scenarist român.  
Dan Pița este un reprezentant important al generației ’70, un stilist și un continuator al curentului filmului de expresie. Evoluează de la un cinematograf al comunicării directe, plasat fie sub semnul referințelor culturale, fie sub cele ale comercialului, la alambicate și estetizante parabole cu substrat politic.

## Biografie
Tatăl său a fost militar de carieră, rănit pe frontul sovietic, decorat cu „Steaua României” și „Coroana României cu spadă”, și un mare amator de filme. De mic copil, a avut ca pasiuni medicina și aviația, alături de „moștenirea de familie”, dragostea pentru film. 
A urmat Școala Sanitară „Sorbona” din București, apoi a fost admis la Regia de Film a Institutului de Artă Teatrală și Cinematografică „Ion Luca Caragiale” (IATC) din București, absolvită în anul 1969. 
În anul 1970 a debutat în film, cu documentarul „Apa ca un Bivol Negru”, realizat în colaborare cu regizori colegi de generație, având ca subiect inundațiile din acel an.
În anul 1972, Dan Pița, alături de Mircea Veroiu, au filmat două povestiri de Ion Agârbiceanu, „La o Nuntă” (Dan Pița) și „Fefeleaga” (Mircea Veroiu), pe un scenariu scris de ei, unindu-le sub titlul „Nunta de Piatră”. Aceste producții au fost recompensate cu o Diplomă de onoare la Festivalul Internațional de Film de la Cannes, în 1972 și cu un premiu la Festivalul Filmului pentru Arta Cinematografică de la Ciudad de Panama, în 1974. Protagoniștii filmului erau Leopoldina Bălănuță, Petre Gheorghiu, Mircea Diaconu sau Adrian Georgescu, iar acțiunea filmului surprindea viața în mare sărăcie a țăranilor dintr-un sat de munte din Apuseni, dar și despre obiceiurile misterioase de nuntă ale zonei. „Nunta de piatră” este considerat, și în prezent, unul dintre cele mai reprezentative filme ale cinematografiei noastre din toate timpurile.
Începând cu anul 1975 a început munca de regizor pe cont propriu, primul film pentru marele ecran fiind „Filip cel bun”, pe un scenariu scris de el, cu actorii Mircea Diaconu, Ileana Popovici, George Constantin și Gheorghe Dinică.
În anul 1976 a ecranizat romanul „Tănase Scatiu”, al lui Duiliu Zamfirescu, după un scenariu de Mihnea Gheorghiu, cu Victor Rebengiuc în rolul principal.
În 1986 a fost distins cu Honourable Mention la Festivalul Internațional de Film de la Berlin pentru Pas în doi. Anul următor, a fost invitat la Berlin ca membru al juriului, la cea de-a 37-a ediție. 
În 1992, la Festivalul de Film de la Veneția, a obținut Leul de Argint cu Hotel de lux. 
În 2004 a montat la Teatrul Național din București piesa Apus de soare de Barbu Delavrancea.
A fost căsătorit cu actrița Carmen Galin și a avut o relație de lungă durată cu actrița Irina Movilă.

## Filmografie

### Regizor
- Paradisul (1967)
- După-amiază obișnuită (1968)
- Viața în roz (1969)
- Apa ca un bivol negru (documentar, 1971) – coregizor
- Nunta de piatră 2 - La o nuntă (1972)
- August în flăcări (1973) - film TV
- Duhul aurului (1974) - în colaborare cu Mircea Veroiu
- Filip cel bun (1975)
- Tănase Scatiu (1976)
- Profetul, aurul și ardelenii (1978)
- Mai presus de orice (1978) - în colaborare cu Nicolae Mărgineanu
- Bietul Ioanide (1980)
- Pruncul, petrolul și ardelenii (1981)
- Concurs (1982)
- Faleze de nisip (1983)
- Dreptate în lanțuri (1984)
- Pas în doi (1985)
- Autor anonim, model necunoscut (1989)
- Noiembrie, ultimul bal (1989)
- Rochia albă de dantelă (1989)
- Hotel de lux (1992)
- Pepe & Fifi (1994)
- Eu sunt Adam (1996)
- Omul zilei (1997)
- Femeia visurilor (2005)
- Second hand (2005)
- Ceva bun de la viață (2011)
- Kira Kiralina (2013)

### Scenarist
- Apa ca un bivol negru (documentar, 1971) – coscenarist
- Nunta de piatră 2 - La o nuntă (1972)
- Duhul aurului (1974) - în colaborare cu Mircea Veroiu
- Mai presus de orice (1978) - în colaborare cu Nicolae Mărgineanu, Iosif Demian și Dan Mutașcu
- Concurs (1982)
- Faleze de nisip (1983) – în colaborare cu Bujor Nedelcovici
- Dreptate în lanțuri (1984) – în colaborare cu Mihai Stoian
- Pas în doi (1985) – în colaborare cu George Bușecan
- Noiembrie, ultimul bal (1989) – în colaborare cu Șerban Velescu
- Hotel de lux (1992)

### Producător
- Craii de Curtea Veche (1996) – producător executiv

## Distincții
- Ordinul național „Pentru Merit” în grad de Comandor (1 decembrie 2000) „pentru realizări artistice remarcabile și pentru promovarea culturii, de Ziua Națională a României”[7]